# Helen Alfredsson
Pour les articles homonymes, voir Alfredsson.
Helen Alfredsson, née le 9 avril 1965 à Göteborg, est une joueuse de golf suédoise

## Biographie
Après de nombreuses participations avec l'équipe européenne de Solheim Cup, elle a été désignée pour être la capitaine de l'édition 2007 qui se déroule en Suède. Cette édition est finalement remportée par l'équipe américaine sur le score de 16 à 12.
En juillet 2008, elle devient la golfeuse plus titrée du tournoi d'Évian en remportant sa troisième victoire. Celle-ci est obtenue après un play-off qui l'a opposé à l'américano-brésilienne Angela Park et la coréenne Yeon-na Choi, puis uniquement à cette dernière. Au cours du deuxième tour de ce tournoi, elle a établi un nouveau record du parcours en rendant une carte de 63. Plus tôt dans la saison, elle avait terminé à la seconde place de l'US Open, derrière la sud-coréenne Inbee Park.
Elle est mariée avec l'ancien joueur de hockey professionnel Kent Nilsson.

## Palmarès

### Majeurs
- 1993 Nabisco Dinah Shore

## Solheim Cup
- Participation en 1990, 1992, 1994, 1996, 1998, 2000, 2002
- Capitaine de la Solheim Cup 2007

## Ladies European Tour (circuit européen)
- 1990 British Open
- 1991 Hennessy Ladies Cup, Trophée Coconut Skol, Benson & Hedges Trophy
- 1992 Hennessy Ladies Cup, IBM Ladies Open
- 1994 Evian Masters
- 1996z Hennessy Cup
- 1997 McDonald's WPGA Championship
- 1998 Evian Masters
- 2001 WPGA Championship of Europe
- 2008 Evian Masters

## LPGA Tour
- 1993 Nabisco Dinah Shore
- 1994 PING/Welch's Championship
- 1998 The Office Depot, Welch's/Circle K Championship
- 2003 Longs Drugs Challenge
- 2008 Evian Masters, Grand China Air LPGA

## Legends Tour
- 2019 U.S. Senior Women's Open